# Sceau de l'Utah
Le Grand Sceau de l'État de l'Utah (en anglais : Great Seal of the State of Utah) est adopté le 3 avril 1896 à la première session ordinaire de la législature de l'Utah (janvier, février, mars et avril 1896). Le sceau original est conçu par Harry Edwards. Le grand sceau est décrit dans l'Utah Code Annotated, 1953, tome 7 bis, l'article 67-2-9 de ce qui suit :
Le Grand Sceau de l'État de l'Utah est de deux et un demi-pouce de diamètre, et de l'appareil suivant, le centre d'un bouclier est surmonté d'un aigle américain avec les ailes déployées, le haut du bouclier percé par six flèches en croix, la devise INDUSTRIE est placée sous les flèches, sous la devise : une ruche, avec de chaque côté des fleurs de lys ; en dessous les chiffres « 1847 » de chaque côté du bouclier le drapeau américain. Le tout est encerclé des mots : LE GRAND SCEAU DE L'ÉTAT DE L'UTAH, avec les chiffres « 1896 » à la base.

## Symbolisme
- Aigle Américain : Oiseau national.
- Industrie : Devise.
- Ruche : Emblème de l'État.
- 1896 : Indépendance établie.
- 1847 : Arrivée des premiers colons.
- Lys sego : Fleur d'État.
- Drapeaux américains : Gouvernement national.